# Ancien bâtiment administratif du charbonnage de l'Agrappe
Le bâtiment administratif du charbonnage de l'Agrappe  de Frameries, en Belgique, a été inauguré en 1886. Il était situé dans la rue Alfred Defuisseaux.
Le bâtiment était originellement un bâtiment de style Art nouveau construit pour la Compagnie de Charbonnages-Belges. Frameries était le siège de la S.A. des Charbonnages belges, fondée en 1858 et propriété de la S.A. John Cockerill. En 1972 on voulait rénover le bâtiment pour installer des bureaux pour la police. À la fin des années 1980,  l'Administration Communale voulait installer ses bureaux dans le bâtiment. Celui-ci a été démoli en 1990.

## Histoire

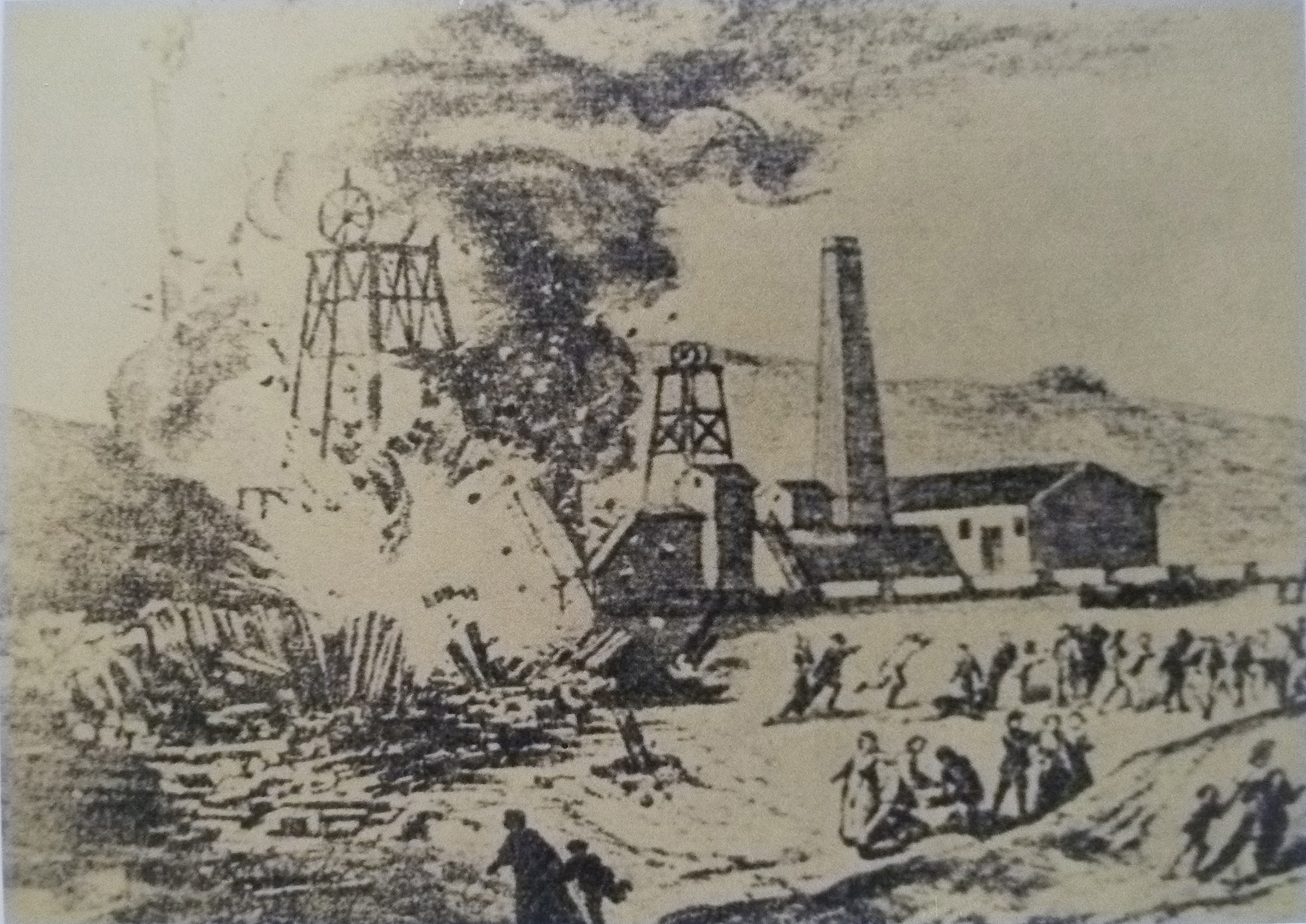
Désastre au Charbonnage de l'Agrappe le 17 avril 1879.

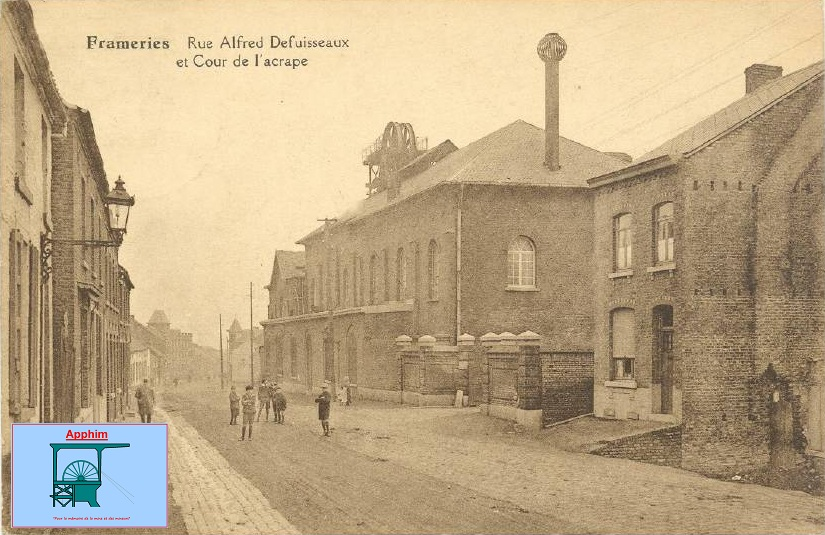
Le Charbonnage de l'Agrappe en 1925.

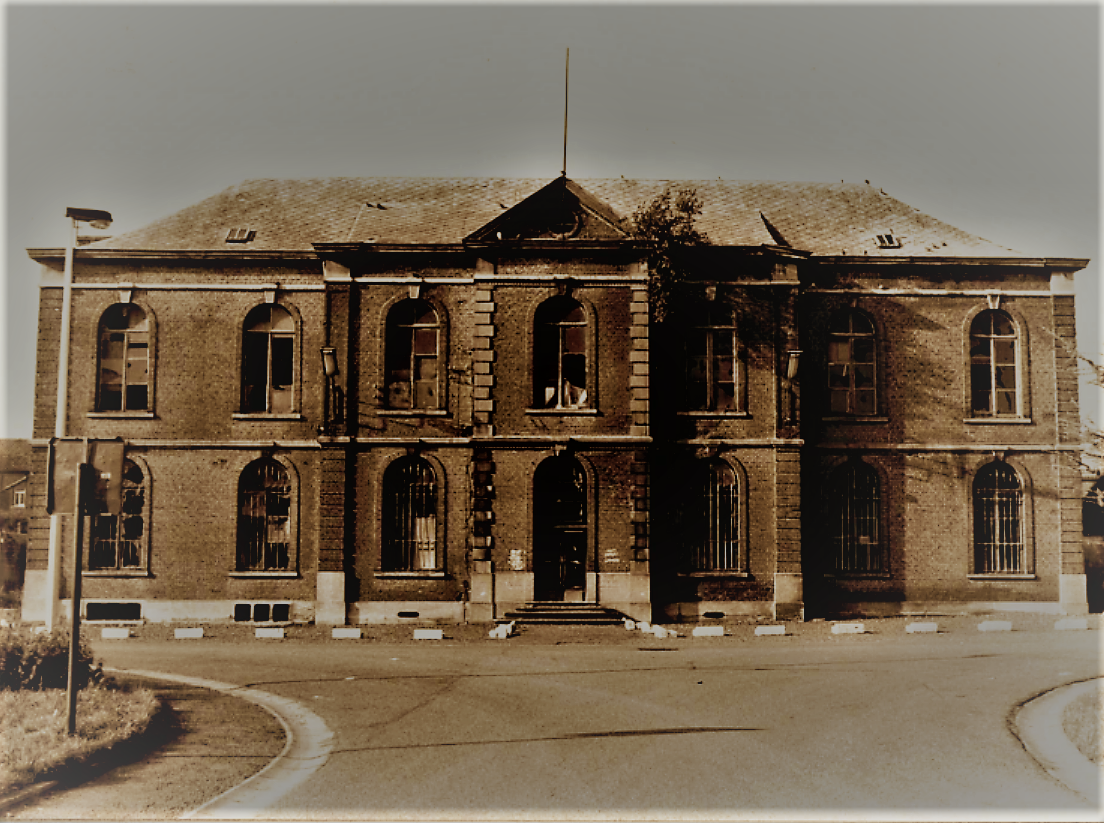
Le bâtiment à l'abandon en 1989.

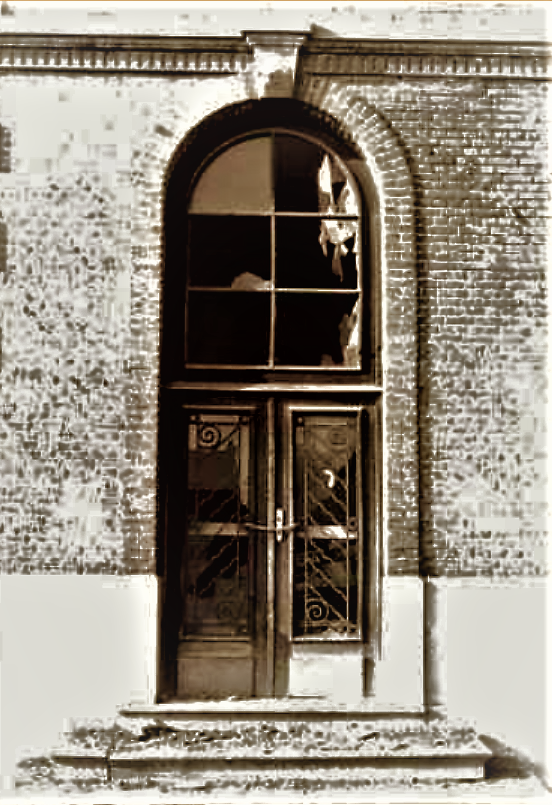
Portail du bâtiment en 1989.

Le charbonnage de l'Agrappe situé rue A. Defuisseaux, dit aussi « la funeste fosse », a été de loin le plus meurtrier de tout le bassin borain, avec plus de 300 victimes jusqu'à sa fermeture en 1922. On y compte 84 dégagements de grisou entre 1847 et 1908, avec deux véritables catastrophes en 1875 et 1879. La plus terrible est celle du 17 avril 1879. Un coup de grisou tue 121 personnes, hommes, femmes et enfants. 
Liste des coups de grisou :
- en 1758 : 8 morts ;
- de 1766 à 1790 : 30 coups de grisou ;
- en 1847 : 7 morts ;
- le 12 janvier 1854 : 15 morts,
- le 29 juillet 1874, étage 180 : 9 morts ;
- le 16 décembre 1875, étage 520 et 560 : 112 morts ;
- le 14 août 1876 : 4 morts ;
- le 17 avril 1879, étage 620 : 121 morts ;
- le 1er septembre 1892 : 28 morts.